# Flotsam and Jetsam
Flotsam and Jetsam ist eine US-amerikanische Thrash-Metal-Band aus Phoenix, Arizona, die 1981 gegründet wurde.

## Geschichte

### 1981–1986: Die ersten Schritte
Ursprünglich hieß die Band, zunächst nur bestehend aus Jason Newsted, Gangster, bis sie mit dem Schlagzeuger-Zugang Kelly Smith in Paradox umbenannt wurde. Den ersten professionellen Auftritt zusammen mit den Gitarristen Mark Vasquez und Kevin Horton absolvierten sie unter dem Namen Dredlox. Der Sänger Eric A. Knutson stieß 1983 zur Band sowie auch Edward Carlson, der Kevin Horton an der Gitarre ersetzte. Zu diesem Zeitpunkt nannte sich die Band Dogz. Den endgültigen Namen Flotsam and Jetsam wählte die Band aufgrund eines gleichnamigen Songs, den sie geschrieben hatte. Dieser wurde von einem Kapitel in J. R. R. Tolkiens Roman Der Herr der Ringe inspiriert.
Die Band spielte hauptsächlich in lokalen Clubs, aber auch in Kalifornien, zusammen mit Bands wie Megadeth, Armored Saint, Alcatrazz, Exciter, Malice und Autograph. Der damals 17-jährige Michael Gilbert ersetzte Mark Vasquez nach dessen Weggang Anfang 1985. Flotsam and Jetsam veröffentlichte zwei Demotapes, Metal Shock und Iron Tears, wodurch führende Metal-Indie-Labels auf sie aufmerksam wurden.

### 1986–1988: Doomsday for the Deceiver
Nachdem die Band Lieder auf den Alben Speed Metal Hell II und Metal Massacre VII beisteuerten, bekamen sie einen Vertrag mit Metal Blade Records. Daraufhin entstand 1986 das erste Album mit dem Titel Doomsday for the Deceiver, produziert von Brian Slagel und veröffentlicht im Juli 1986. Die Platte wird von vielen als ein Meilenstein der Thrash-Metal-Geschichte angesehen.
Bassist Jason Newsted, der auch der Hauptsongwriter des ersten Albums war, verließ Flotsam and Jetsam im Oktober 1986, um der Band Metallica beizutreten und deren verstorbenen Bassisten Cliff Burton zu ersetzen. Jasons letzter gemeinsamer Auftritt mit Flotsam and Jetsam fand am 31. Oktober 1986 statt. Mit dem Sentinel-Beast-Bassisten Mike Spencer wurde kurzzeitig ein Ersatz gefunden, mit dem Flotsam and Jetsam auch bei Metallicas Label Elektra Records unter Vertrag genommen wurden und im Jahr 1987 eine Europatour mit Megadeth absolvierten.

### 1988–1992: No Place for Disgrace und When the Storm Comes Down
Mike Spencer verlor jedoch seine Position 1988 an Troy Gregory und im selben Jahr wurde das zweite Album der Band, No Place for Disgrace, aufgenommen, von vielen Metallern als besonders starkes Metal-Album betrachtet. Es erschien im Mai 1988 und beinhaltet u. a. eine Coverversion von Elton Johns Hit Saturday Night’s Alright (For Fighting). Die Band tourte als Vorgruppe von King Diamond in Amerika und mit Megadeth und Testament auf der So-Far-So-Good-So-What-Festival-Tour in Europa.
15 Monate nach der Veröffentlichung wurde Flotsam and Jetsam vom Major Label MCA unter Vertrag genommen und begann am dritten Album When the Storm Comes Down zu arbeiten, das 1990 erschien. Die Band erwartete, mit dem Album ihren Durchbruch zu schaffen, jedoch krankte die Scheibe vor allem an der unterdurchschnittlichen Produktion. Da Grunge und Death Metal zu diesem Zeitpunkt sehr populär waren ließen viele Fans die Band fallen.

### 1992–1995: Cuatro
Kurz darauf verließ auch Troy Gregory Flotsam and Jetsam und die Band musste sich erneut einen Bassisten suchen. Sie fand Jason Ward, von vielen als genauso talentiert wie Jason Newsted eingeschätzt. MCA drängte die Band jedoch, Musik anderer Richtung aufzunehmen, da sie mit Thrash Metal wohl für immer unbekannt bleiben würden. So kam es, dass auf Cuatro, erschienen im Jahre 1992, eine vollkommene Stiländerung zu hören ist; kein Speed- oder Thrash-Song ist mehr darauf zu finden. Chris Cornell schrieb bei dem Song The Message mit. Das Album wurde recht erfolgreich, auch dank der guten Produktion von Neil Kernon. Trotzdem blieb der Band ein Eintritt in die Billboard-Charts weiterhin verwehrt. Flotsam and Jetsam bemühten sich nun auch in Sachen Promotion: Anders als zuvor wurden vier Singles aus Cuatro ausgekoppelt, zudem wurden Videos zu den Songs Swatting at Flies und Wading Through the Darkness gedreht.

### 1995–1999: Drift und High
Im April 1995 erschien das fünfte Album Drift, das Jason Ward seinem 1993 verstorbenen Bruder Jeff (Schlagzeuger u. a. bei Nine Inch Nails, Lard) widmete. Flotsam and Jetsam blieb ihrem ruhigeren und moderneren Metal treu, um mehr Hörer zu gewinnen und veröffentlichte drei Singles. Nach Erscheinen des Albums wurde es dennoch relativ ruhig um die Band, eine längere Pause folgte.
Während Flotsam and Jetsam auf Tour mit Megadeth und KORN war, wurde die Gruppe von MCA fallengelassen und kehrten bald zu ihrem alten Label Metal Blade Records zurück.
Beim 1997er Album High wurden die Songtitel im Schriftzug/Logo von bekannten Bands wie Iron Maiden, Metallica, Kiss, Van Halen, AC/DC, Judas Priest, Misfits etc. dargestellt. Die Lieder waren experimenteller als zuvor und auch eine schnellere Version des Lard-Songs Fork-Boy enthält das Album, dennoch beeindruckte es die Fans nicht so sehr wie ihre beiden Erstlingswerke.
Mit High verließen Gitarrist Michael Gilbert und Drummer Kelly Smith die Band und machten so Platz für Mark Simpson (Gitarre) und Craig Nielsen (Schlagzeug). Seit längerer Zeit spielte Flotsam and Jetsam in Deutschland beim Bang-Your-Head-Festival in Balingen und tourten mit Anvil und Exciter durch Europa mit den neuen Bandmitgliedern Simpson und Nielsen.

### 1999–2002: Unnatural Selection und My God
1999 erschien Unnatural Selection, woraufhin Mark Simpson sich eine Auszeit nahm. Bereits 2000 kehrte er allerdings wieder zurück, da ein neues Album angekündigt wurde. Im Mai 2001 wird das achte Werk My God veröffentlicht und Mark schrieb den Großteil der Songs.
Eric A. K. gründete derweil eine Country/Western-Band namens „The A. K. Corral“. Durch den seit 15 Jahren ausbleibenden Erfolg demotiviert verließ er Flotsam and Jetsam. Dennoch löste sich die Band nicht auf, sondern legte eine längere Pause ein. Mit James Rivera wurde ein Sänger gefunden, der Eric bei Live-Auftritten vertrat. Die Band bemerkte später jedoch, dass Eric durch keinen anderen Sänger zu ersetzen ist, woraufhin James die Band wieder verließ.

### 2002–2006: Live in Phoenix und Dreams of Death
Zwischen 2002 und 2003 war Flotsam and Jetsam nur sporadisch aktiv, aber für ein paar Konzerte 2003 im Großraum Phoenix und Los Angeles kehrte Eric A. K. auf die Bühne zurück. Ein Mitschnitt dieser Shows wurde 2004 als Live-DVD Live in Phoenix veröffentlicht.
Kurz darauf schloss sich Eric A. K. wieder offiziell der Band an und Flotsam and Jetsam planten ein Comebackalbum. Die Texte der neuen Songs wurden sehr von A. K.’s Albträumen beeinflusst, in denen er Menschen umbrachte, die ihm nahestanden. Als er dann die Texte im Studio vorstellte, ergab es sich, dass ein Konzeptalbum entstand, bei dem nicht nur der Titel (Dreams of Death, der zweite Song vom Album No Place for Disgrace) an alte Zeiten erinnert. Das Album erschien beim Label Crash Music und wurde am 12. September 2005 in Deutschland veröffentlicht.

### 2006 bis heute: Live in Japan, Once in a Deathtime und The Cold

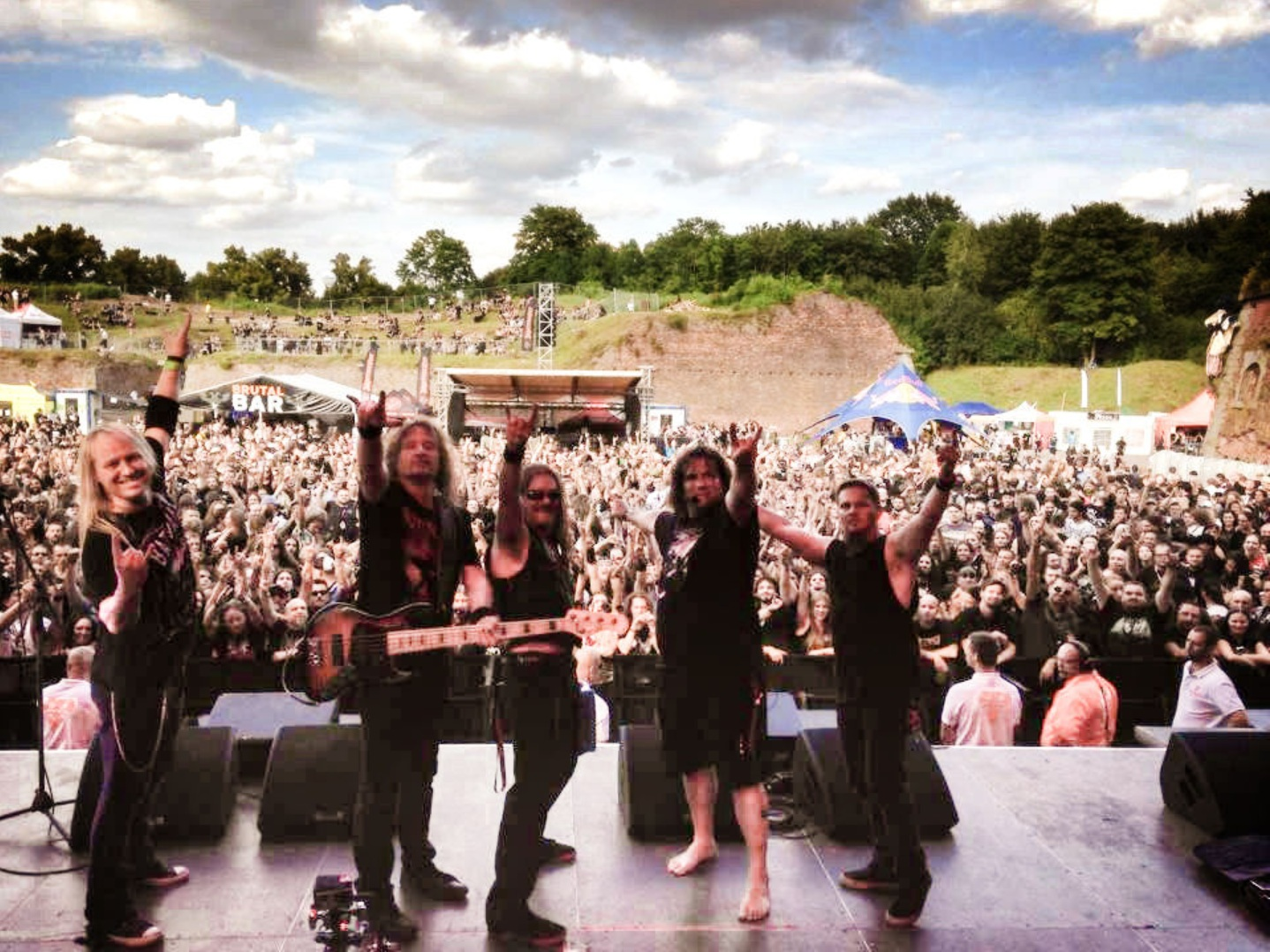
Flotsam and Jetsam (2014)

Am 17. Februar 2006 erschien die zweite Live-DVD Live in Japan, die die Band bei ihren Auftritten der Thrash Domination Tour 2004 in Japan zeigt.
Seit über neun Jahren spielte Flotsam and Jetsam auch wieder live in Deutschland beim Bang-Your-Head-Festival im Juni 2006. Den wegen eines anderen Jobs verhinderten Ed Carlson ersetzte der frühere Gitarrist Michael Gilbert.
Im Jahr 2006 feiert das erste Album von Flotsam and Jetsam, Doomsday for the Deceiver, 20-jähriges Jubiläum. Aus diesem Anlass wurde eine spezielle Edition herausgebracht, die zwei CDs und eine DVD enthält. Auf einer CD ist die Originalversion des Albums sowie die Songs des Iron-Tears-Demos enthalten, auf der zweiten CD eine remasterte Version mit vier Bonustracks der 1985er Metal-Shock-Demos. Die DVD enthält Live-Auftritte von 1984 und 1985 einschließlich vier unveröffentlichten Tracks, Interviews und Fotos.
Im Frühjahr 2008 tourte Flotsam and Jetsam in Europa und spielte dabei beim Metalmania Festival in Polen. Dieser Auftritt erschien als Live-DVD Once in a Deathtime.
Metal Mind Productions aus Polen veröffentlichte remasterte und teilweise mit Bonus-Tracks ausgestattete Versionen der Alben When the Storm Comes Down, Cuatro, Drift und Dreams of Death.
Ab Juni 2008 stand Flotsam and Jetsam bei einem neuen Plattenlabel unter Vertrag: Driven Music Group, das von dem früheren KORN-Gitarristen Brian Welch gegründet wurde.
Als Headliner trat die Band bei dem deutschen Musikfestival Keep It True im November 2008 auf.
Eine kurze Europa-Tour im August 2009 war die letzte mit dem langjährigen Gitarristen Edward Carlson. Dieser verließ die Formation im März 2010 in Freundschaft und wurde durch den früheren Gitarristen Michael Gilbert ersetzt, der sein Comeback gleich auf der Europatour im April 2010 gab. Als Ersatz für den zeitlich verhinderten Bassisten Jason Ward bestritt Shane Martinez diese Tour.
Am 14. September 2010 wurde das 10. Studioalbum The Cold veröffentlicht. Im Anschluss an die Aufnahmen verließ Gitarrist Mark Simpson 2010 aus beruflichen Gründen die Band, woraufhin Edward Calson ihr wieder beitrat.
Ungefähr ein Jahr später kehrte der frühere Schlagzeuger Kelly-David Smith zur Band zurück, um den ausgetretenen Vorgänger Craig Nielsen zu ersetzen.
Am 21. Dezember 2012 erschien das zwölfte Studioalbum Ugly Noise. Darauf sind erstmals seit dem 1997er Album High wieder die beiden Gründungsmitglieder Michael Gilbert (Gitarre) und Kelly David Smith (Schlagzeug) zu hören.
Nachdem 2014 der Klassiker No Place for Disgrace neu aufgenommen und veröffentlicht worden war, erschien 2016 das dreizehnte Album Flotsam and Jetsam.
Am 18. Januar 2019 erschien das vierzehnte Album The End of Chaos.

## Diskografie

### Alben
- 1986: Doomsday for the Deceiver
- 1988: No Place for Disgrace
- 1990: When the Storm Comes Down
- 1992: Cuatro
- 1995: Drift
- 1997: High
- 1999: Unnatural Selection
- 2001: My God
- 2005: Dreams of Death
- 2010: The Cold
- 2012: Ugly Noise
- 2016: Flotsam and Jetsam
- 2019: The End of Chaos
- 2021: Blood in the Water
- 2024: I Am the Weapon

### Sonstige Alben
- 2004: Live in Phoenix
- 2006: Live in Japan
- 2008: Once in a Deathtime

### Singles und EPs
- 1987: Flotzilla
- 1988: Saturday Night’s Alright for Fighting
- 1990: Suffer the Masses
- 1990: The Master Sleeps
- 1992: Never to Reveal
- 1992: Wading Through the Darkness
- 1992: Cradle Me Now
- 1993: Swatting at Flies
- 1995: Smoked Out
- 1995: Blindside
- 1995: Destructive Signs